# Pšenična Polica
Pšenična Polica je naselje u slovenskoj Općini Cerklju na Gorenjskem. Pšenična Polica se nalazi u pokrajini Gorenjskoj i statističkoj regiji Gorenjskoj. 

## Stanovništvo
Prema popisu stanovništva iz 2002. godine naselje je imalo 90 stanovnika.